# Nacho Martínez
Ignacio Martínez Navia-Osorio (Mieres, Asturias, 8 de julio de 1952 - Oviedo, 24 de julio de 1996) fue un actor español.

## Biografía
Inició su carrera cinematográfica como hermano de Tasio en la película del mismo nombre dirigida por Montxo Armendáriz en 1984. El personaje que le dio más popularidad fue el de torero en la película Matador, de Pedro Almodóvar, donde compartía protagonismo con un joven Antonio Banderas. 
También actuó en otras películas de Almodóvar: La ley del deseo (1987) y Tacones lejanos (1991).
Candidato en 1986 al premio Fotogramas de Plata como mejor actor de cine, coincidió con Ángela Molina en La mitad del cielo, de Manuel Gutiérrez Aragón, y tuvo un pequeño papel en  El viaje a ninguna parte, de Fernando Fernán Gómez. 
En televisión intervino, entre otras series, en Los pazos de Ulloa, de Gonzalo Suárez y Los jinetes del alba, de Vicente Aranda, además de protagonizar El olivar de Atocha junto a Enriqueta Carballeira.
Paralelamente a su carrera cinematográfica, fue actor de doblaje (contratado en los estudios "Sincronía", de Madrid), tanto de cine como de dibujos animados. 
Falleció joven a los 44 años, por cáncer de pulmón.
En el año 2006 fue recordado en la XX edición de los Premios Goya. El Festival Internacional de Cine de Gijón concede un Premio Nacional de Cinematografía que lleva el nombre de Nacho Martínez; este premio fue concedido en 2005 a la actriz Assumpta Serna, quien fuera su compañera de reparto en Matador.

## Filmografía
- Hierro dulce, de Francisco Rodríguez (1984)
- Tasio, de Montxo Armendáriz (1984)
- Caso cerrado, de Juan Caño Arecha (1985)
- Extramuros, de Miguel Picazo (1985)
- Adiós pequeña, de Imanol Uribe (1986)
- El viaje a ninguna parte, de Fernando Fernán Gómez (1986)
- Matador, de Pedro Almodóvar (1986)
- Amarga amargura, de Domingo Sánchez (1986)
- La mitad del cielo, de Manuel Gutiérrez Aragón (1986)
- La ley del deseo, de Pedro Almodóvar (1987)
- Los días del cometa, de Luis Ariño (1989)
- A solas contigo, de Eduardo Campoy (1990)
- El anónimo... ¡vaya papelón!, de Alfonso Arandia (1990)
- Tacones lejanos, de Pedro Almodóvar (1991)
- La viuda del capitán Estrada, de José Luis Cuerda (1991)
- La fiebre del oro, de Gonzalo Herralde (1993)
- Mi nombre es sombra, de Gonzalo Suárez (1996)

## Televisión
- Historias del otro lado (1996)
- Un día volveré, de Francesc Betriu (1993)
- Para Elisa, de José Antonio Arévalo y Pascual Cervera (1993)
- Los jinetes del alba, de Vicente Aranda (1990)
- La huella del crimen 2: El crimen de Perpignán, de Rafael Moleón (1990)
- El olivar de Atocha, de Carlos Serrano (1988)
- Los pazos de Ulloa, de Gonzalo Suárez (1985)

## Premio Nacional de Cinematografía Nacho Martínez
Es un premio de cinematografía española otorgado en el marco del Festival Internacional de Cine de Gijón instaurado en su recuerdo.